# 马伦达
马伦达，是西班牙阿拉贡自治区萨拉戈萨省的一个市镇。 总面积40平方公里，总人口993人（2001年），人口密度25人/平方公里。